# Master boot record
| Adreça                          | Adreça                          | Adreça                          | Descripció                                                                                      | Descripció                                                                                      | Mida en bytes  |
| Hex                             | Oct                             | Dec                             | Descripció                                                                                      | Descripció                                                                                      | Mida en bytes  |
| ------------------------------- | ------------------------------- | ------------------------------- | ----------------------------------------------------------------------------------------------- | ----------------------------------------------------------------------------------------------- | -------------- |
| 0000                            | 0000                            | 0                               | codi d'àrea                                                                                     | codi d'àrea                                                                                     | 440 (max. 446) |
| 01B8                            | 0670                            | 440                             | signatura de disc (opcional)                                                                    | signatura de disc (opcional)                                                                    | 4              |
| 01BC                            | 0674                            | 444                             | En general, nul; 0x0000                                                                         | En general, nul; 0x0000                                                                         | 2              |
| 01BE                            | 0676                            | 446                             | Taula de particions primàries (Quatre entrades de 16 bytes, esquema de taula de particions IBM) | Taula de particions primàries (Quatre entrades de 16 bytes, esquema de taula de particions IBM) | 64             |
| 01FE                            | 0776                            | 510                             | 55h                                                                                             | signatura MBR; 0xAA55                                                                           | 2              |
| 01FF                            | 0777                            | 511                             | AAh                                                                                             | signatura MBR; 0xAA55                                                                           | 2              |
| MBR, mida total: 446 + 64 + 2 = | MBR, mida total: 446 + 64 + 2 = | MBR, mida total: 446 + 64 + 2 = | MBR, mida total: 446 + 64 + 2 =                                                                 | MBR, mida total: 446 + 64 + 2 =                                                                 | 512            |

El Master Boot Record (MBR) o registre d'inici mestre, és el bloc d'arrencada de 512 bytes que és el primer sector («LBA/sector absolut 0») d'un dispositiu d'emmagatzematge de dades amb particions, com un disc dur. El sector d'arrencada d'un dispositiu sense particions és un sector d'arrencada de volum. Aquests solen ser diferents, tot i que és possible crear un disc que actua com ambdós; es diu un disc d'arrencada múltiple.
El MBR pot ser utilitzat per a un o més dels següents:
- Contenir la taula de particions del disc primari.
- Arrencar sistemes operatius, després que el BIOS de l'equip passa a l'execució de les instruccions de codi màquina contingudes dins del MBR.
- Identificant exclusivament els mitjans individuals de disc, amb una signatura de disc de 32 bits; tot i que mai no pot ser utilitzat per la màquina en la qual el disc s'està executant.[2][3][4][5]

A causa de la gran popularitat d'ordinadors compatibles amb IBM PC, aquest tipus de MBR s'usa àmpliament, en la mesura de ser recolzat i incorporat en altres tipus d'equips, incloent-hi nous estàndards multiplataforma per a la seqüència d'arrencada i de partició.